# Hiereiai

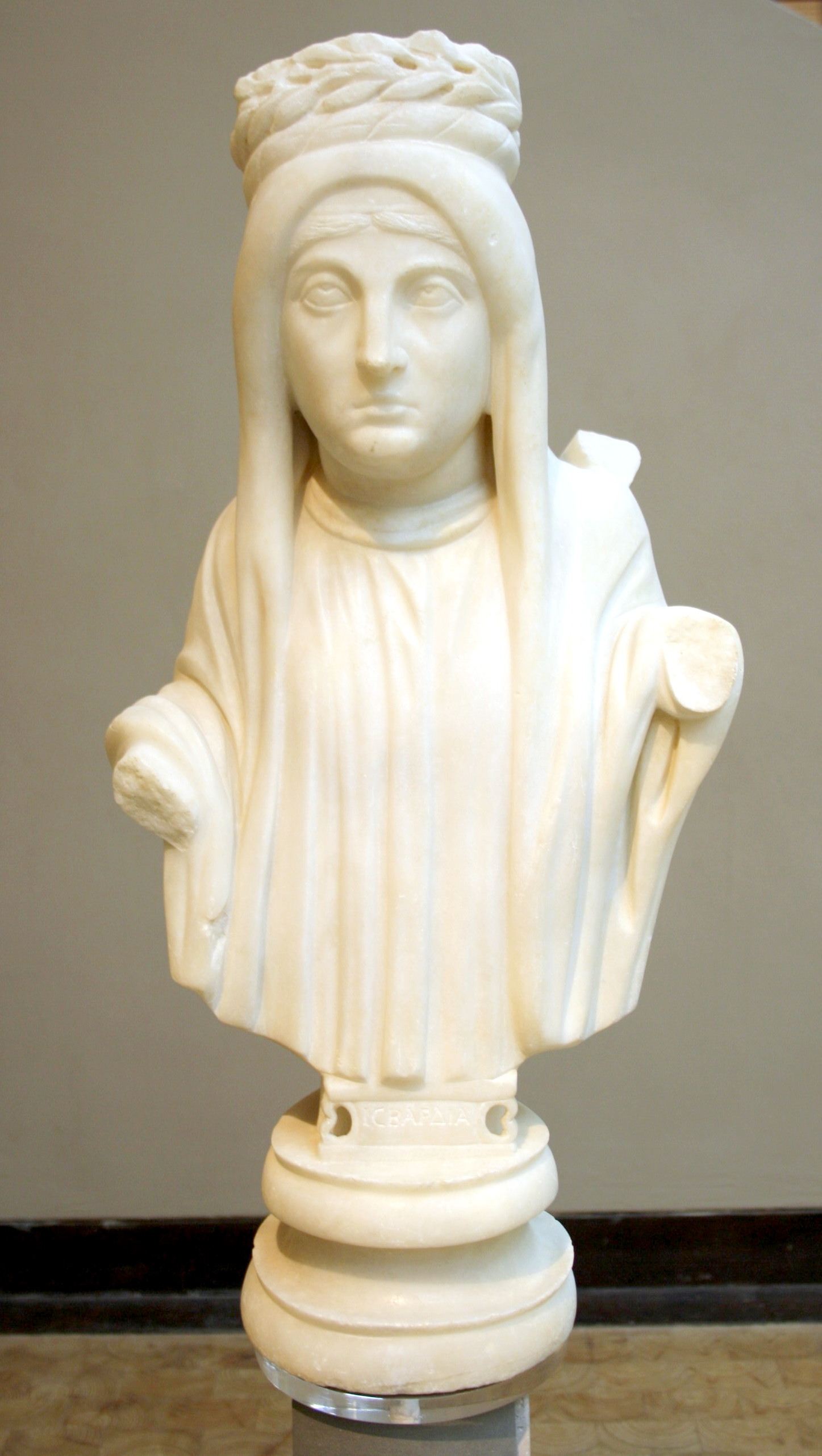
Prästinnan Isvardia.

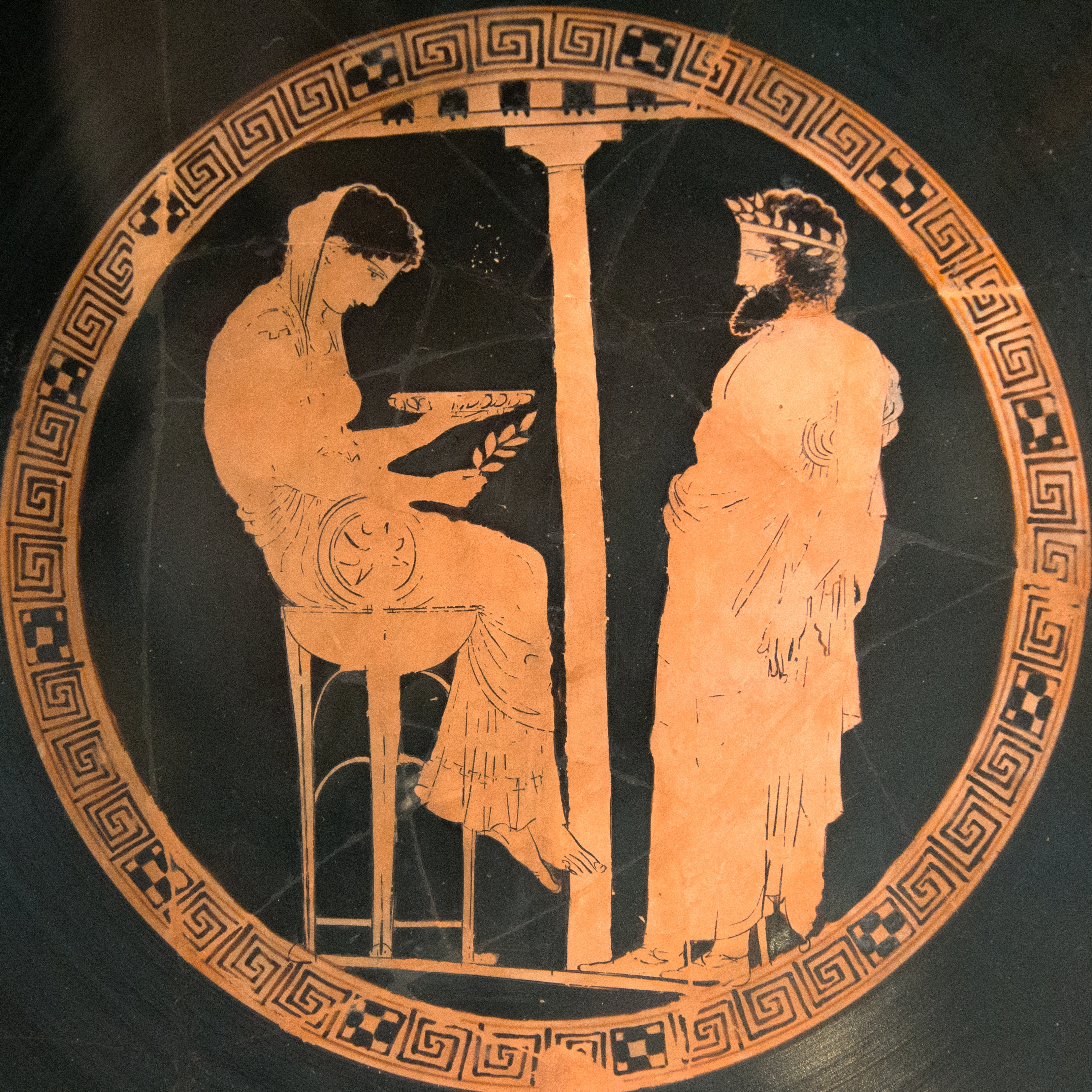
Oraklet i Delfi.

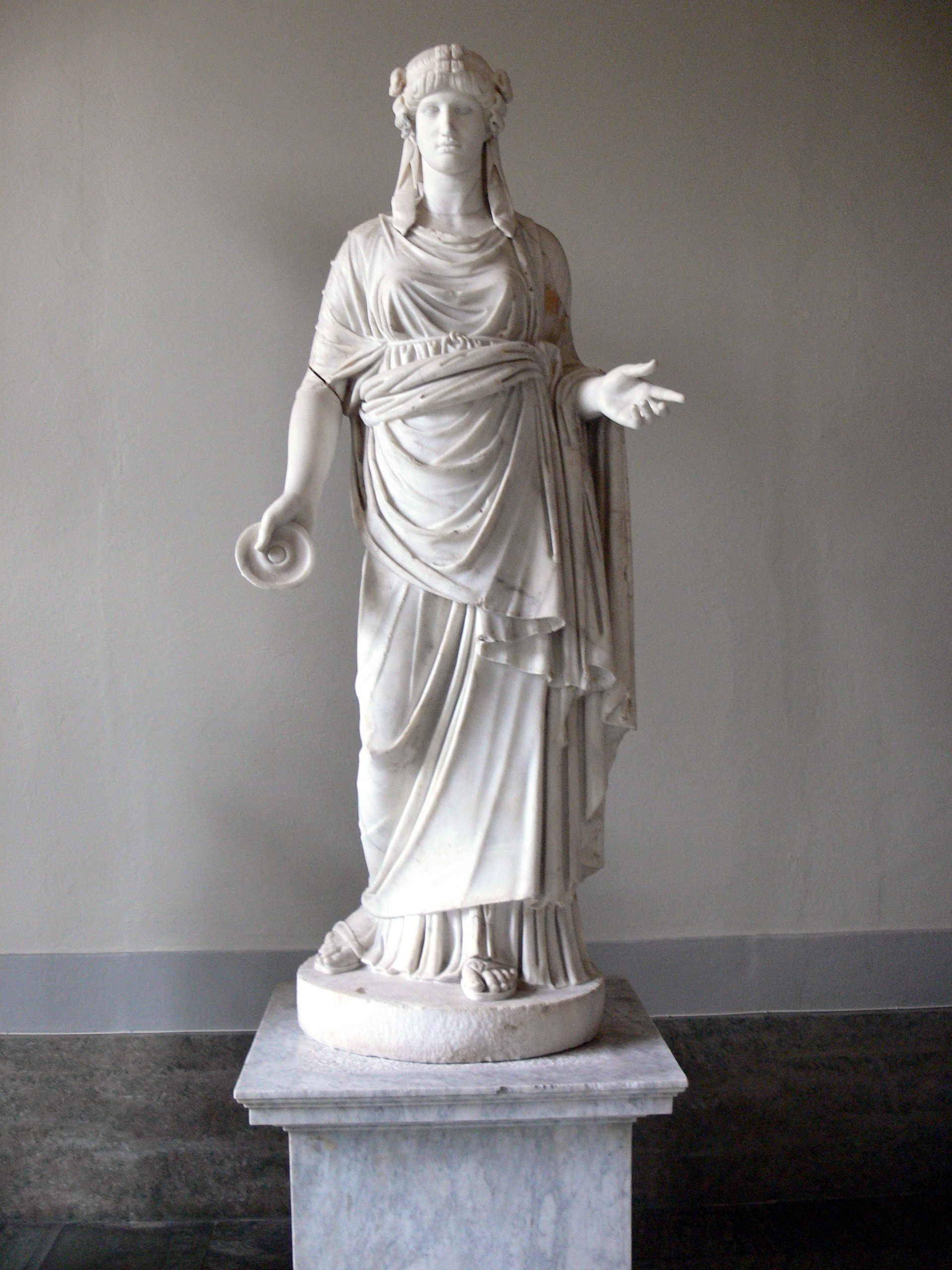
Staty av prästinna på Gustav III:s antikmuseum i Stockholm.

Hiereiai (singular: hiereia) var titeln för en prästinna eller kvinnlig präst inom antik grekisk religion och den kvinnliga formen av titeln för manliga präster; Hierei. I Antikens Grekland tjänade både män och kvinnor som präster för olika gudar och gudinnor i deras respektive tempel. Det fanns inget organiserat regelverk för grekisk religion och prästerskap, utan varje stad och tempel hade sina egna lokala traditioner, men det fanns också många likheter som gjorde att de i stora drag var desamma i hela den grekiska världen. Normalt sett tjänade en präst eller prästinna bara en av gudarna, i ett specifikt tempel.

## Att bli prästinna
Varje tempel i Grekland var tillägnat åtminstone en gud eller gudinna. Varje tempel skulle ha i varje fall en präst, som då enbart tjänade denna gud och detta tempel. Det vanligaste var att manliga gudar hade manliga präster och kvinnliga gudar kvinnliga präster, men detta var inte någon regel utan skilde sig åt efter lokala traditioner. Stora helgedomar kunde ha en stor tempelpersonal med många präster av olika grader och även tempeltjänare, medan mindre tempel bara hade en enda präst. Olika tempel och gudar hade olika krav på vem som kunde bli en prästinna. Jungfrugudinnan Atena betjänades till exempel ofta av just jungfrur, det vill säga ogifta flickor, medan äktenskapets gudinna Hera hade gifta kvinnor till prästinnor. 
En prästinna kunde utses genom tre olika metoder: genom arv, genom utnämning, eller genom lottning. Metoden skiftade mellan templen. De helgedomar som utsåg sina prästinnor genom arv anses ofta vara äldst och härstamma från den tid det fanns monarkier i de grekiska städerna, medan de som utsågs genom utnämning eller lottning anses vara yngre, då de troligen härstammade från den tid då oligarkin respektive demokratin uppkommit. Prästinnornas bakgrund skilde sig åt beroende på dessa metoder. De kvinnor som ärvde ämbetet som Athena Polias översteprästinna tillhörde en aristokratisk familj som hade ärvt ämbetet i sekel, och där döttrarna fick en noggrann religiös utbildning i de fall de ärvde ämbetet; medan de prästinnor som utsågs till Oraklet i Delfi kom från den omgivande bondebefolkningen.

## Uppgifter
En prästinna skulle klä sig på ett specifikt sätt då hon officierade, men reglerna var lokala. Det vanliga var att kläderna skulle vara rent vita och enkla; den som klädde sig alltför praktfullt i ett tempel ansågs vara skrytsam och visa bristande respekt inför gudarna och ombads offra sina dyra kläder till guden i stället. Det var vanligt att prästinnor bar en spira och krona och ett särskilt halsband som hörde till deras ämbete. 
En prästinnas uppgift var att se till templet, och tempelnyckeln hörde därför till hennes ämbetsdräkt. Hon skulle ha uppsikt över templets inventarier och tempelgåvorna, och främst av allt skötseln av själva gudastatyn, som hon i vissa tempel var den enda som fick vidröra. Hon var också chef för den tempelpersonal som utsågs till att hjälpa henne med olika uppgifter, och hade ofta inflytande eller direkt bestämmande över vilka som utnämndes. Det var till exempel vanligt att prästinnan assisterades av unga flickor, tempeljungfrur, som tillfälligt hjälpte henne under olika högtider, och att hon hade en kassör och andra tempeltjänare av båda könen. 
Prästinnans religiösa plikter skiftade utifrån det tempel och den gud hon tjänade, men det fanns uppgifter som i stora drag var desamma för alla gudar och helgedomar. Under stora högtider tågade prästinnan i spetsen för en offentlig procession genom staden upp till templet, bärande på något föremål som var heligt för just den gud templet tillhörde. När hon anlände till templet, stannade hon vid ett altare utanför templet, där hon förrättade bön för hela stadens räkning. Bönen dedicerades till templets gudom och ett ämne. Därefter utförde hon en libation, det vill säga ett dryckesoffer, som hälldes på altaret och fick rökelse att stiga upp. Slutligen dödade hon det heliga offerdjuret, som sedan direkt slaktades av hennes assistenter och tillagades framför templet. En mindre del av köttet offrades (brändes) på altaret till guden, medan resten tillagades och lades fram på stora offerbord, där sedan tillbedjarna (ibland hela allmänheten, ibland endast några symboliska gäster) rituellt åt upp köttet och därmed delade en måltid tillsammans med guden. 
Utöver den offentliga offerhögtiden medverkade prästinnan också i andra högtider, så som invigningen av enskilda tillbedjare i gudens mysteriekult, när en sådan fanns. Hon kunde också tillkallas för att ge gudens välsignelse vid enskilda tillfällen, så som vid bröllop och begravning. Privatpersoner kunde också anlita henne för att utföra särskilda privata böner. Det ingick i hennes uppgift att lära sig allt om gudens tillbedjan, och hon kunde därför konsulteras i religiösa frågor, eller om gudens åsikt i olika frågor; även om politiska frågor. Orakelprästinnor hade som huvuduppgift att meddela besökare guden tyckte i olika frågor, och de utläste detta genom olika metoder: ofta genom att tolka omen, men ibland genom narkotiska ångor och mystiska gåtor, som Oraklet i Delfi. De kunde också ombedjas att grunda nya tempel åt den gud de tjänade.

## Arbetsvillkor
Prästinnan räknades som en av stadens statliga ämbetsmän och hon fick sin lön från stadens myndigheter. Lönen var ofta högre än manliga prästers, eftersom prästinnan inte kombinerade sitt yrke med att samtidigt ha ett annat dyrt ämbete, som ofta var fallet med hennes manliga kolleger, som ofta hade ett politiskt eller militärt ämbete samtidigt. Utöver sin statliga lön fick hon extrainkomster. Hon erhöll betalning för varje ceremoni hon medverkade i; både de stora ritualer hon utförde offentligt åt hela staden, liksom de privata ritualer hon utförde åt enskilda medborgare. Hon fick dessutom en del i offergåvorna till guden: bland dem var skinnet och huden från de djur som offrades. 
Att vara prästinna uppfattades som en stor ära, som gav heder och prestige åt både henne själv och hennes familj. Hon innehade ett statligt ämbete och var därmed i en unik position som kvinna. Prästinnor fick flera offentliga hedersbetygelser, så som reserverade platser på teatern, något som annars oftast bara gavs till manliga politiker och militärer. De fick ofta en offentlig statlig begravning, och porträttstatyer av prästinnor restes ofta vid de tempel där de hade tjänat, eller på offentlig plats i staden. 
Hur länge man var prästinna varierade mycket mellan templen. I de tempel som krävde att prästinnan skulle vara en ogift jungfru, tjänade hon ofta bara en kort period innan hon gifte sig, ofta ett år. Att tjäna tillfälligt var vanligt även bland manliga präster. I de tempel som anställde gifta kvinnor som prästinnor, kunde hon däremot behålla ämbetet under hela sitt liv, något som var ovanligt för män. 

## Upphörande
Prästerskapet som det såg ut i Grekland influerade starkt prästerskapet inom romersk religion, som påverkade starkt av den grekiska religionen, och prästerskapen fanns kvar även när Grekland hamnade under Romarriket. När religionsfriheten avskaffades i Romarriket genom införandet av kristendomen försvann alla hedniska präster och prästinnor genom kejsar Theodosios' edikt från år 393. Den kristna kyrkan godkände inte att kvinnor blev präster. Det finns tecken som tyder på att vissa kristna kvinnor hade förväntat sig att kvinnor skulle få möjlighet att bli prästinnor även i den nya religionen, och en del kristna kvinnor uppges ha hållit egna ritualer kring dyrkan av jungfru Maria, och försökt bli dennas prästinnor. Den kristna kyrkan förbjöd dock alla sådana tendenser som kätteri.